# Forêts mixtes sarmatiques
Localisation
Les forêts mixtes sarmatiques sont une écorégion terrestre définie par le fonds mondial pour la nature (WWF). Elle fait partie du biome forêts tempérées d'arbres à feuilles caduques dans l'écozone paléarctique.

## Géographie et climat
Cette écorégion occupe environ 846 100 km2 en Europe répartis entre le sud de la Norvège, de la Suède et de la Finlande, l'Estonie, la Lettonie, le nord de la Lituanie et de la Biélorussie et la partie centrale de la Russie européenne. Elle est bordée au nord par la taïga scandinave et russe, à l'est par la toundra d'altitude et taïga de l'Oural, au sud-est par la steppe boisée d'Europe orientale, au sud-ouest par les forêts mixtes d'Europe centrale et les forêts mixtes de la Baltique. Elle est coupée par la mer Baltique et les golfes du Kattegat et du Skagerrak : l'influence maritime adoucit le climat dans les régions côtières alors qu'il est beaucoup plus continental dans l'intérieur. On y compte pas moins de 10 000 lacs et 20 000 cours d'eau.

## Flore

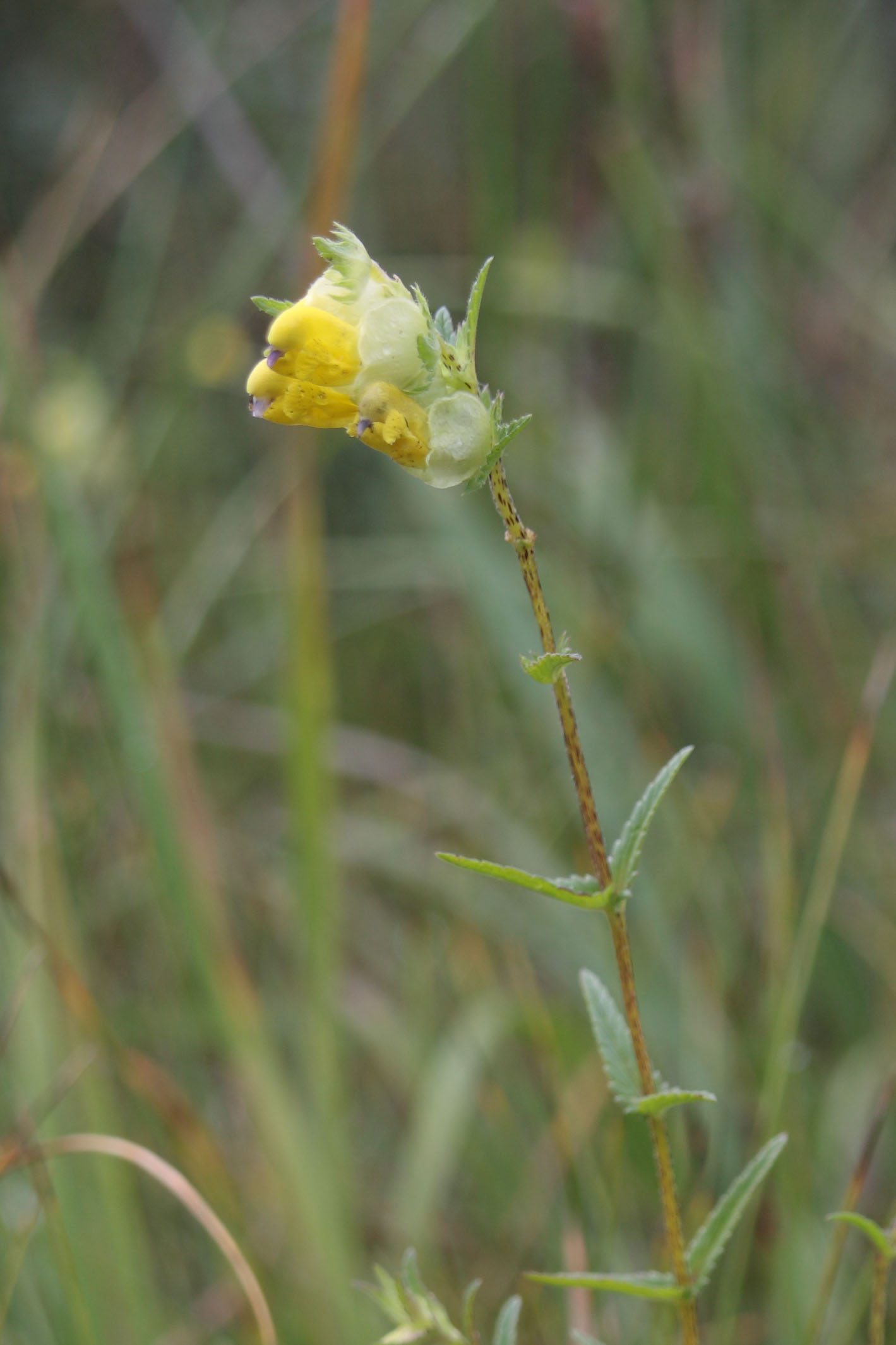
Dactylorhiza osiliensis à Saaremaa en 2010.

Cette écorégion de forêts mixtes marque la transition entre les forêts circumboréales à dominante de conifères et celles d'Europe centrale où dominent les espèces à feuilles décidues. Les principales espèces sont le chêne pédonculé, qui se rencontre rarement plus au nord, l'épicéa commun et, dans ses portions les moins humides, le pin sylvestre. Les zones humides favorisent l'aulne et le bouleau. La végétation basse consiste surtout en sphaignes, Hypnales (mousses), bruyères et airelles.
Quelques espèces de plantes sont endémiques : la clochette jaune de Saaremaa (Rhinanthus osiliensis) et l'orchidée Dactylorhiza osiliensis.

## Faune

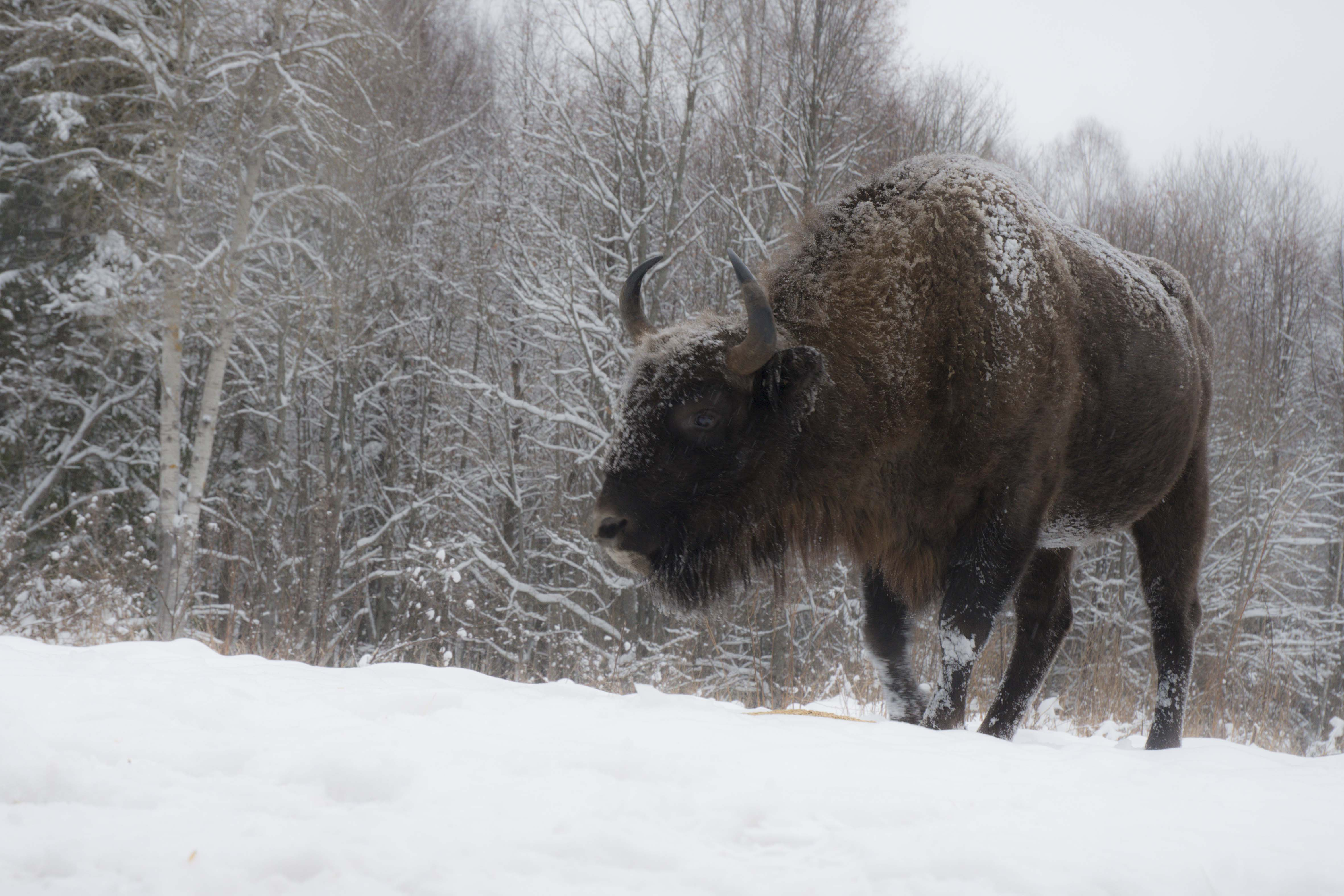
Bison dans la réserve naturelle de Kalouga (Russie) en décembre 2018.

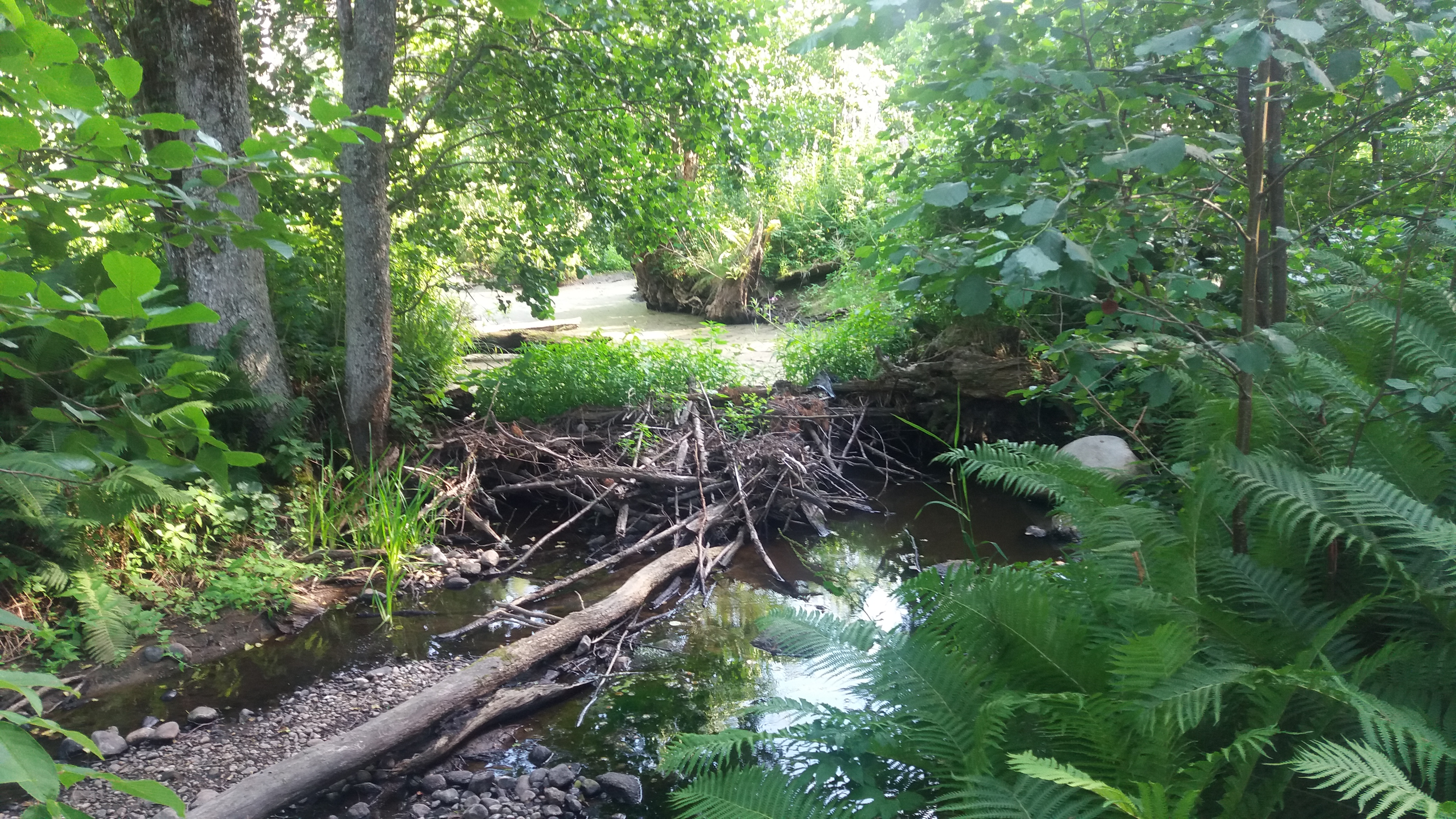
Barrage de castors au parc national de Lahemaa (Estonie) en juillet 2018.

Parmi les oiseaux, on peut signaler le hibou grand-duc, la gélinotte des bois, le grand tétras, le bihoreau gris et la cigogne noire.
Plusieurs gros mammifères d'Europe sont présents : Lynx boréal, ours brun, loup gris, élan, bison d'Europe.
Les zones humides abritent le castor commun, emblématique de l'écorégion et dont les barrages créent des petits écosystèmes pour diverses espèces d'oiseaux, poissons et amphibiens, le desman de Russie et la loutre d'Europe.
Quelques invertébrés sont endémiques : le petit papillon Elachista sulcsiella et le ver Trichodrilus seirei (en).

## Exploitation humaine et menaces
L'exploitation du bois et celle de la tourbe sont des activités très anciennes dans cette région mais leur excès compromet certains écosystèmes. Les forêts ont presque disparu dans le sud de la Suède alors qu'elles occupent près de la moitié de l'Estonie et de la Lettonie et une large partie de la Lituanie. Dans certains pays, notamment en Lettonie, le recul de l'activité agricole permet une reprise de la forêt. La sylviculture tend à favoriser l'épicéa commun et le pin sylvestre au détriment des feuillus, moins rentables, ce qui nuit à la biodiversité.

## Aires protégées
- Parc national de Färnebofjärden (Suède)
- Parc national de Lahemaa (Estonie)
- Réserve naturelle de Teiču (Ļaudona, Lettonie)
- Réserve naturelle de Kamanos (Lituanie)[3]
- Réserve de biosphère de Berezinsky (Biélorussie)
- Réserve naturelle d'État de Kalouga (en)  (Russie)
- Réserve naturelle d'Oka (Russie)

## Galerie

Paysages de la forêt mixte sarmatique
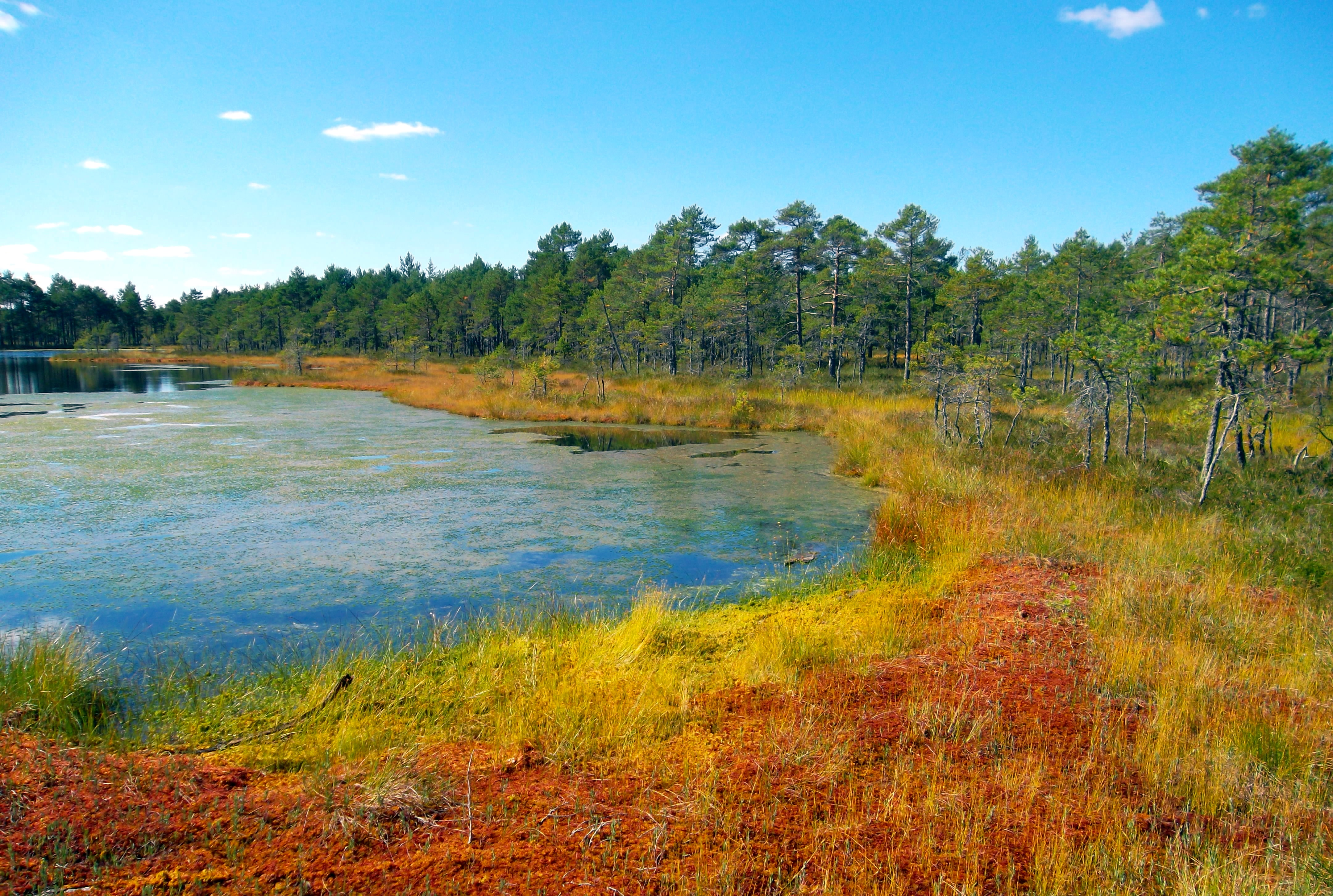
Marais de Selisoo, comté de Viru oriental (Estonie) en 2013
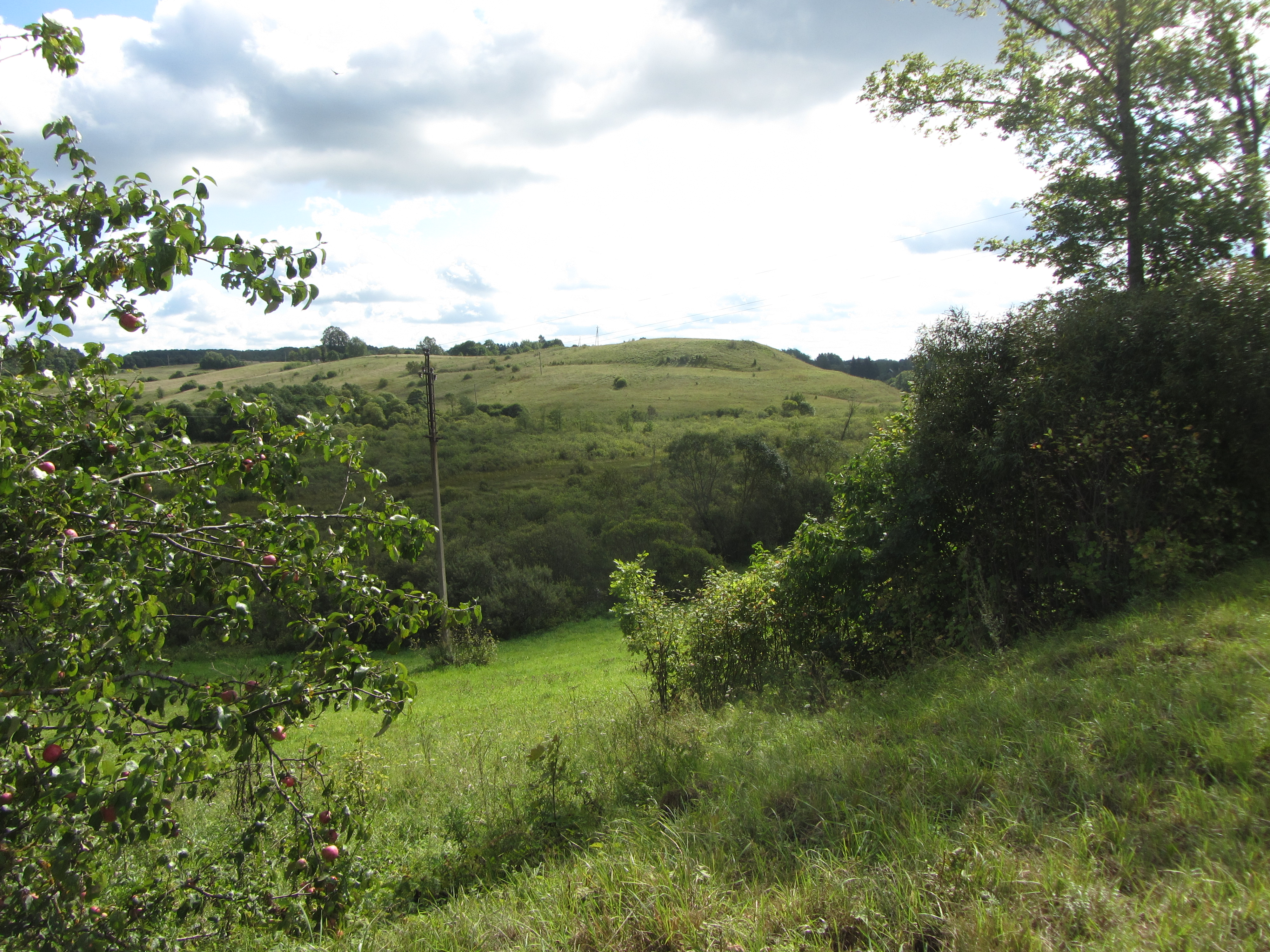
Municipalité du district de Rokiškis (Lituanie) en 2014
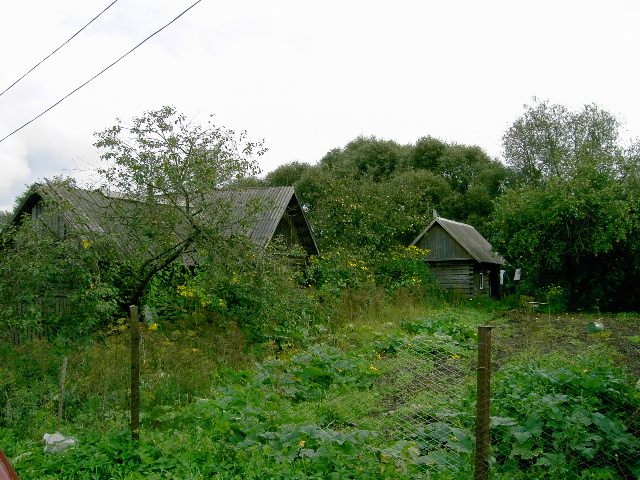
Bechankovitchy, voblast de Vitebsk (Biélorussie) en 2003
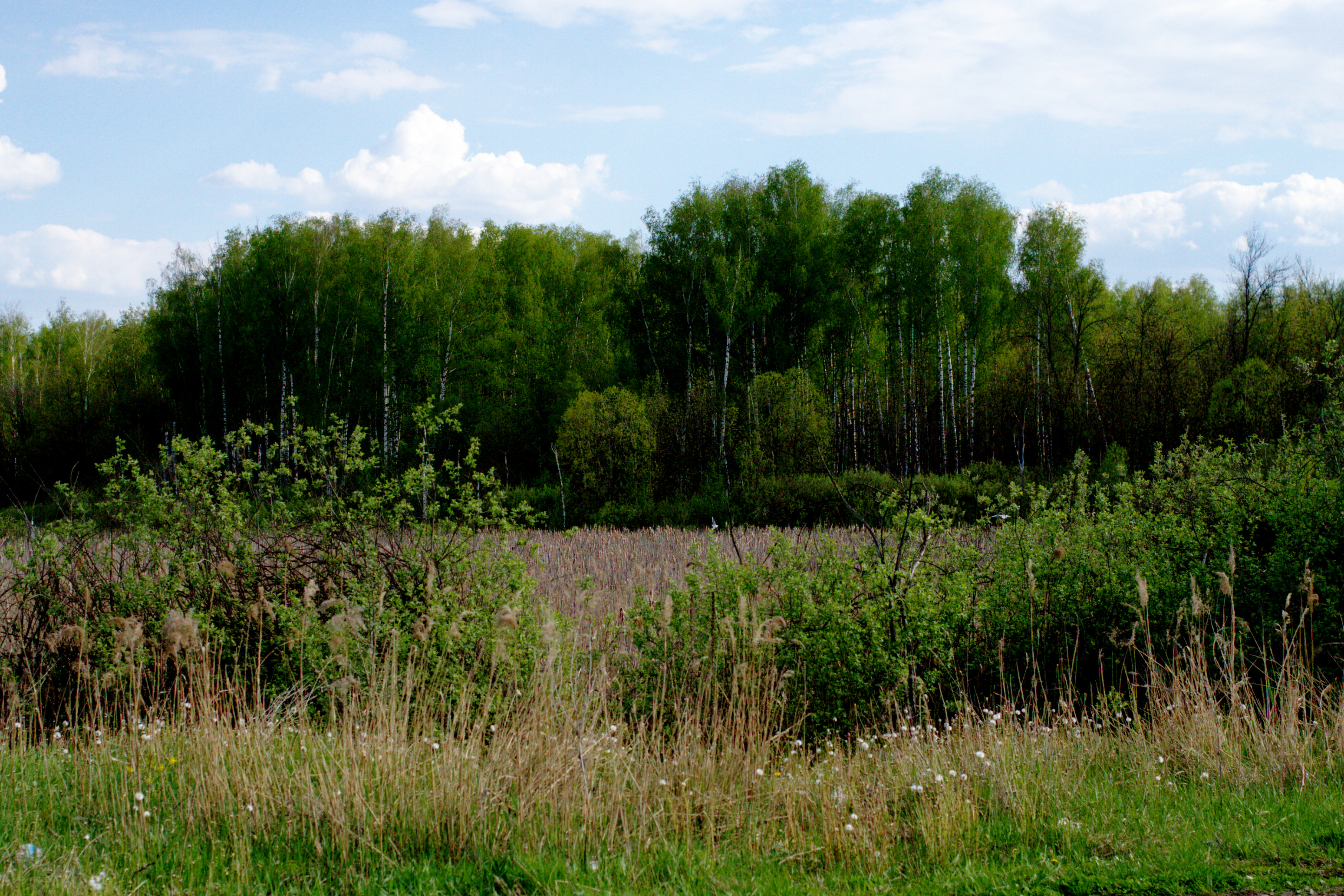
Oblast de Nijni-Novgorod (Russie) en 2016